# Tânia Wendt
Tânia Wendt (1965) es una bióloga, taxónoma, ecóloga, botánica, geobotánica, curadora, y profesora brasileña.

## Biografía
En 1987, obtuvo la licenciatura en ciencias biológicas; un máster en ecología supervisada por la Dra. Ariane Luna Peixoto (1947), defendiendo la tesis "Taxonomia das Espécies Brasileiras de Aechmea Ruiz & Pav. subgênero Pothuava (Baker) Baker - Bromeliaceae", por la Universidad Federal de Río de Janeiro (1994) y el doctorado en ecología por la misma casa de altos estudios (2000).
Actualmente es profesora asociada del Departamento de Botánica de la Universidad Federal de Río de Janeiro (desde 1995), trabajando en pregrado (ciclo básico y licenciatura) y tres programas de posgrado (Botánica, Ecología y Biología Evolutiva y Biodiversidad). Ha trabajado como Coordinadora de Educación en licenciatura de Biología Vegetal (2007-2009), el Comité de Posgrado del Museo Nacional (2002-2004, 2012-2013), y Coordinadora del Proyecto financiado por el CNPq, NSF, Extracta, y FAPERJ. Lleva a cabo investigaciones y orienta (IC, M, D y postdoctorado) en los siguientes temas: sistemática evolutiva, hibridación, biología reproductiva y conservación con énfasis en Bromeliaceae. Fue editora de área de Rodriguésia (2008-2010), y ha actuado como revisora de revistas nacionales e internacionales.

## Algunas publicaciones
- EVANS, T.M.; JABAILY, R.S.; FARIA, A.P. G.; OLIVEIRA, L.; SOUSA, F.; WENDT, TANIA; BROWN, G. K. 2015. Phylogenetic Relationships in Bromeliaceae Subfamily Bromelioideae based on Chloroplast DNA Sequence Data. Systematic Botany 40 (1): 116-128

- NERI, JORDANA; NAZARENO, ALISON GONÇALVES; WENDT, Tânia; PALMA-SILVA, CLARISSE. 2015. Development and characterization of microsatellite markers for Vriesea simplex (Bromeliaceae) and cross-amplification in other species of Bromeliaceae. Biochemical Systematics and Ecology 58: 34-37

- COSER, T. S.; VERSIEUX, L. M.; WENDT, T. 2013. Alcantarea galactea (Bromeliaceae), a New Giant Bromeliad from Brazil, with Populations Seen from the Sky. Systematic Botany 38: 339-343

- FARIA, A. P. G.; VIEIRA, A. C. M.; WENDT, T. 2012. Leaf anatomy and its contribuition to the systematic of Aechmea subgenus Macrochordion (de Vriese) Baker (Bromeliaceae). Anais da Academia Brasileira de Ciências (Impreso) 84: 605-608

- WENDT, Tânia; da CRUZ, Denise Dias; DEMUNER, Valdir G.; GUILHERME, Frederico A. G.; BOUDET-FERNANDES, Helio. 2011. An evaluation of the species boundaries of two putative taxonomic entities of Euterpe (Arecaceae) based on reproductive and morphological features. Flora (Jena) 206: 144-150

- SAITER, Felipe Z.; GUILHERME, Frederico A. G.; THOMAZ, Luciana Dias; WENDT, Tânia. 2011. Tree changes in a mature rainforest with high diversity and endemism on the Brazilian coast. Biodiversity and Conservation 20: 1921-1949

- PALMA-SILVA, C.; WENDT, T.; PINHEIRO, F.; BARBARÁ, T.; FAY, MICHAEL F.; COZZOLINO, S.; LEXER, C. 2011. Sympatric bromeliad species (Pitcairnia spp.) facilitate tests of mechanisms involved in species cohesion and reproductive isolation in Neotropical inselbergs. Molecular Ecology (impreso) 20: 3185-3201

- COSER, T. S.; PAULA, C. C.; WENDT, T. 2010. Bromeliaceae Juss. nos campos rupestres do parque estadual do Itacolomi, MInas Gerais, Brasil. Rodriguesia 61: 261-280

- WENDT, T.; COSER, T. S.; BOUDET-FERNANDES, H.; MARTINELLI, G. 2010. Bromeliaceae do município de Santa Teresa, Espírito Santo: lista de espécies, distribuição, conservação e comentários taxonômicos. Boletim do Museu de Biologia Mello Leitão 27: 21-53

- MATALLANA, G.; GODINHO, M. A. S.; GUILHERME, F. A. G.; BELISARIO, M.; COSER, T. S.; WENDT, Tânia. 2010. Breeding systems of Bromeliaceae species: evolution of selfing in the context of sympatric occurrence. Plant Systematics and Evolution 289: 57-65

- DE FARIA, ANA PAULA GELLI; WENDT, Tânia; BROWN, Gregory K. 2010. A revision of Aechmea subgenus Macrochordion (Bromeliaceae) based on phenetic analyses of morphological variation. Botanical Journal of the Linnean Society (impreso) 162: 1-27

- SCARANO, F. R.; BARROS, C. F.; Loh, R. K. T.; MATTOS, E. A.; Wendt, T. 2009. Plant morpho-physiological variation under distinct environmental extremes in restinga vegetation. Rodriguesia 60: 221-235

- DE SOUSA, LEANDRO DE OLIVEIRA FURTADO; WENDT, T. 2008. Taxonomy and conservation of the genus Lymania (Bromeliaceae) in the southern Bahian Atlantic Forest of Brazil. Botanical Journal of the Linnean Society 157: 47-66

- PAGGI, G. M.; PALMA-SILVA, C.; BERED, F.; CIDADE, F. W.; SOUSA, A. C. B.; SOUZA, A. P.; Wendt, T.; LEXER, C. 2008. Isolation and characterization of microsatellite loci in Pitcairnia albiflos (Bromeliaceae), an endemic bromeliad from the Atlantic Rainforest, and cross-amplification in other species. Molecular Ecology Resources (impreso) 8: 980-982

- WENDT, T.; COSER, T. S.; MATALLANA, G.; GUILHERME, F. A. G. 2008. An apparent lack of prezygotic reproductive isolation among 42 sympatric species of Bromeliaceae in southeastern Brazil. Plant Systematics and Evolution 275: 31-41

- VERSIEUX, L. M.; WENDT, T.; LOUZADA, R. B.; WANDERLEY, M. G. L. 2008. Bromeliaceae da Cadeia do Espinhaço. Megadiversidade (Belo Horizonte) 4: 126-138

- VERSIEUX, L. M.; WENDT, T. 2007. Bromeliaceae diversity and conservation in Minas Gerais state, Brazil. Biodiversity and Conservation 16: 2989-3009

- DE SOUSA, LEANDRO DE OLIVEIRA FURTADO; WENDT, T.; BROWN, G. K.; TUTHILL, Dorothy E.; EVANS, Timothy M. 2007. Monophyly and Phylogenetic Relationships in Lymania (Bromeliaceae: Bromelioideae) Based on Morphology and Chloroplast DNA Sequences. Systematic Botany 32: 264-270

- WENDT, T. 2007. Aechmea roberto-seidelii: the correct name for Aechmea guarapariensis. Journal of the Bromeliad Society 57: 159-161

- COSTA, A.; WENDT, T. 2007. Bromeliaceae na região de Macaé de Cima, Nova Friburgo, Rio de Janeiro, Brasil. Rodriguesia 58: 905-939

- FARIA, A. P. G.; MATALLANA, Tobón; WENDT, T.; SCARANO, F. R. 2006. Low fruit set in the abundant dioecious tree Clusia hilariana (Clusiaceae) in a Brazilian restinga. Flora (Jena) 201: 606

- VERSIEUX, L. M.; WENDT, T. 2006. Checklist of Bromeliaceae of Minas Gerais, Brasil, with notes on taxonomy and endemism. Selbyana 27: 107-146

- TOBON, G. M.; WENDT, T.; ARAUJO, D. S. D.; SCARANO, F. R. 2005. High abundance of dioecious plants in a tropical coastal vegetation. American Journal of Botany 92 (9): 1513-1519 resumen en línea

- FONTOURA, T.; COSTA, A.; WENDT, T. 1991. Preliminary checklist for the Bromeliaceae of Rio de Janeiro State, Brazil. Selbyana, Florida (EUA) 12: 5-45

### Capítulos de libros
- SAITER, F. Z.; WENDT, T.; VILLELA, D. M.; NASCIMENTO, M. T. 2008. Rain forests: floristics. In: K. Del Claro; P. S. Oliveira; V. Rico-Gray; A. A. A. Barbosa; A. Bonet; F. R. Scarano; F. J. M. Garzon; G. C. Villarnovo; et al (orgs.) Encyclopedia of Life Support Systems (EOLSS), Developed under the Auspices of the UNESCO. Oxford, UK: Eolss Publishers

- MARTINS, R. L.; WENDT, T.; MARGIS, R.; SCARANO, F. R. 2007. Reproductive Biology. In: Ulrich Lüttge (org.) Clusia - a woody neotropical genus of remarkable plasticity and diversity. Berlin Heidelberg: Springer Verlag 194: 73-94

- SCARANO, F. R.; CIRNE, P.; M. T. NASCIMENTO; SAMPAIO, M. C.; VILLELA, D. M.; WENDT, T.; ZALUAR, H. L. T. 2004. Ecologia Vegetal: integrando ecossistema, comunidades, populações e organismos. In: Carlos F. D. da Rocha; Francisco de A. Esteves; Fabio R. Scarano (orgs.) Pesquisas de Longa Duração na Restinga de Jurubatiba: Ecologia, História Natural e Conservação. São Carlos: Rima Editora, p. 77-97

- COSTA, A.; FONTOURA, T.; WENDT, T. 1996. Bromeliaceae. In: Maria do Carmo M Marques; J R C Novaes (orgs.) Espécies Coletadas no Estado do Rio de Janeiro Depositadas no Herbário RB. Río de Janeiro: Jardim Botânico do Rio de Janeiro, p. 88-90

### En Congresos
- LIRA, C.; VIDAL, K. A.; BARROS, C. F.; WENDT, Tânia. 2014. Morfologia dos tricomas foliares do complexo Pitcairnia flammea (Bromeliaceae) e sua importância taxonômica. In: XXXIII Jornada Fluminense de Botânica, Seropédica/RJ, p. 168

- LIRA, C.; WENDT, T. 2014. Morfologia dos tricomas das folhas de Bromeliaceae espécie Pitcairnia flammea e sua importância taxonômica. In: XXXVI Jornada Giulio Massarani de Iniciação Científica, Tecnológica, Artística e Cultural UFRJ, Río de Janeiro, p. 27

- ANDRE, T.; SILVA, C. P.; SPECHT, C.; WENDT, T. 2013. Adventuring Through Dry Forests: Chamaecostus Subsessilis (Costaceae) Phylogeography, Spatial Distribution and Evolution. In: 5th International Conference on Comparative Biology of Monocotyledons, New York. Monocots V Abstracts, p. 117

- WENDT, T. 2013. Selfing and Hybridization in Bromeliaceae: Implications for Evolution and Diversity. In: 5th International Conference on Comparative Biology of Monocotyledons, N. York. Monocots V Abstracts, p. 126.

- SOUSA, L. O. F.; WENDT, T.; G. K. BROWN; TUTHILL, D. E.; EVANS, T. M. 2006. Monophyly and Phylogenetic relationships in Lymania (Bromeliaceae: Bromelioideae) based on Morphology and Chloroplast DNA sequences. In: Botany, Chico, USA, p. ID 664

- VERSIEUX, L. M.; WENDT, T. 2006. Phylogeography and Conservation of the Bromeliaceae Family at Minas Gerais State, Brazil. In: IX Congreso Latinoamericano, Santo Domingo

- EVANS, T. M; G. K. BROWN; WENDT, T.; KORTERING, S. L.; DRAKE, J. E. 2005. A phylogenetic analysis of Bromelioideae (Bromeliaceae) based on molecular and morphological data. In: XVII International Botanical Congress, Viena, p. 151

- EVANS, T. M.; G. K. Brown; LEME, E. M. C.; WENDT, T. 2005. The effect of speciation and extiction rates on phylogenetic branch lengths in Bromeliaceae subfamily Bromelioideae. In: XVII International Botanical Congress, Viena, p. 403.
- ZOTTELE, H. G.; BERNABE, T. N.; TOBON, G. M.; WENDT, T. 2005. Sistema Reprodutivo de Nidularium espiritosantense Leme (Bromeliaceae). In: 56.º Congresso Nacional de Botânica, Curitiba

## Honores[2]

### Membresías
- Sociedad Botánica de Brasil[5]

#### Revisora de proyecto de fomento
- 2013. Proyecto: Fundação de Amparo à Pesquisa do Estado de São Paulo

#### De Cuerpo editorial
- 2008 - 2010. Periódico: Rodriguesia

### Revisora de revistas
- 1998. Periódico: Revista Brasileira de Botânica
- 2001. Periódico: Novon (Saint Louis)
- 2000. Periódico: Acta Botanica Brasilica
- 2004 - 2005. Periódico: Plant Biology
- 2001. Periódico: Ecotropica (Bonn)
- 1999. Periódico: Ciência Hoje
- 2001. Periódico: Amazoniana (Kiel)
- 2000 - 2002. Periódico: Leandra (UFRJ)
- 1998. Periódico: Bromélia
- 2000. Periódico: Boletim do Museu Nacional. Nova Série Botânica
- 2007. Periódico: Hoehnea (São Paulo)
- 2007. Periódico: Botanical Bulletin of Academia Sinica (0006-8063)
- 2004. Periódico: Acta Botanica Brasílica (impreso)
- 2009. Periódico: Biotropica (Lawrence, KS)
- 2010. Periódico: Australian Journal of Botany (impreso)
- 2010. Periódico: Nordic Journal of Botany
- 2010. Periódico: Acta Amazónica (impreso)
- 2010. Periódico: Boletim de Botânica USP
- 2008. Periódico: Rodriguesia
- 2010. Periódico: Plant Biology
- 2010 - 2011. Periódico: Annals of Botany (impreso)
- 2011. Periódico: Plant Species Biology
- 2012. Periódico: Botanical Journal of the Linnean Society (impreso)
- 2012. Periódico: Systematic Botany
- 2012. Periódico: Molecular Ecology (impreso)
- 2012. Periódico: Hoehnea (São Paulo)

### Premios
- 2005: beca de Produtividad en Pesquisa, CNPq
- 1996: beca de estudios, Fundação Botânica Margaret Mee